# Richard Handmann
Richard Handmann (* 27. Februar 1840 in Oschitz bei Schleiz; † 7. Dezember 1912 in Leipzig) war ein deutscher evangelischer Pfarrer und Missionar in Britisch-Indien sowie von 1887 bis 1910 Vizedirektor der Evangelisch-Lutherischen Mission zu Leipzig.

## Leben
Geboren als Sohn des Oschitzer Ortspfarrers Heinrich Wilhelm Handmann, studierte Richard Handmann nach dem Besuch des Schleizer Gymnasiums Theologie in Leipzig und Erlangen. Als Examenskandidat trat er 1861 in die Evangelisch-lutherische Mission zu Leipzig ein. Am 11. Juni 1862 wurde er als Gehilfe des Missionars Heinrich Cordes ins tamilische Trankebar (heute Tharangambadi) abgeordnet, der indischen Mutterstation der Leipziger Mission, welche diese von der Dänisch-Halleschen Mission übernommen hatte. Mit Ausnahme eines zweijährigen Aufenthaltes in der Heimat von 1876 bis 1878 war er als Missionar in Indien tätig, zunächst für die Außenorte von Trankebar, von 1865 bis 1866 für die Schularbeit in Madras (heute Chennai), von 1866 bis 1872 für die Stadtgemeinde Trichinopoly (auch Trichy, heute Tiruchirapalli), von 1872 bis 1876 als Direktor des Lehrerseminars Porayar (auch Poreiar) und von 1878 bis 1887 als Missionar der Station Madras.
Am 14. Oktober 1867 ehelichte er die Rudolstädter Pfarrerstochter Emma Gehring (1838–1912) aus Teichel. Sie gebar ihm am 7. März 1869 in Trichinopoly den Sohn Heinrich Paul und am 9. Juni 1875 den Sohn Otto Richard, die beide ebenfalls in den Dienst der Leipziger Mission traten.
Als Heinrich Cordes emeritiert wurde, kehrte Handmann nach Leipzig zurück, um dessen Position als Mitglied des Missionskollegiums einzunehmen. Am 21. Juni 1887 wurde er in das Amt des Vizedirektors der Leipziger Mission eingeführt und fungierte zudem als Herausgeber des Evangelisch-Lutherischen Missionsblattes, dem zentralen publizistischen Organ der Leipziger Mission. Zum Jahresfest 1896 erhielt er den Titel Missionssenior. 1908 wurde er mit dem Ehrenkreuz III. Klasse des Fürstentums Reuss ausgezeichnet, am 1. Oktober 1910 trat er in den Ruhestand, bevor er zwei Jahre darauf verstarb.

## Wirken und Bedeutung
Handmanns Veröffentlichungen und Missionsberichte stellen eine reiche Quelle über die indische Bevölkerung der Kolonialzeit, die Arbeitsweise der dort tätigen lutherischen Missionare sowie ihrem Verhältnis zur Leipziger Zentrale, zu anderen in Britisch-Indien tätigen Missionsgesellschaften und zur britischen Kolonialregierung dar. Als Herausgeber des Evangelisch-Lutherischen Missionsblattes hatte er maßgeblichen Einfluss auf die Wahrnehmung der Übersee-Missionsarbeit in der sächsischen Heimat und redigierte entsprechend.
Handmann war mit Wilhelm Stählin Teil einer rund fünfköpfigen, „die Erlanger“ genannten Missionarsgruppe. Als solcher vertrat er als Seminarleiter eine offene „Vermittlungstheologie“, die die Form der Vermittlung von den Glaubensinhalten schied. Die vier Missionarskollegen Carl Manthey-Zorn, Johann Friedrich Zucker, Heinrich Alfred Grubert, Otto Heinrich Theodor Wilkomm sahen dadurch die reine lutherische Lehre in Gefahr und näherten sich daraufhin der konservativ-lutherischen Missouri-Synode an. Als sie sich mit ihrer Position nicht durchsetzen konnten, traten sie aus der Leipziger Mission aus und verließen 1876 Indien, um in den USA für die Missouri-Synode oder im sächsischen Crimmitschau für die Evangelisch-Lutherische Freikirche tätig zu werden.
Handmann fungierte als Mitherausgeber der tamilischen Bibelübersetzung.
Im Einklang mit anderen lutherischen Missionsgesellschaften und unter Rückgriff auf den allgemeinen Missionsbefehl in Mt 28,19f.  lehnte er die Auffassung ab, lediglich die deutschen Kolonien als primäres Missionsgebiet der deutschen Missionsgesellschaften zu verstehen.
In der Kontinuität der Position der Leipziger Mission im Kastenstreit der christlichen Missionsgruppen in Indien plädierte er auch für die Kilimandscharoregion als zweitem bedeutendem Missionsgebiet der Leipziger Mission dafür, „nicht [....] Volkssitten zu ändern; eine Volkssitte ist der Niederschlag der Volksgeschichte. Durch äußerliche Maßregeln gegen Volkssitten würde das Volk verkümmern.“

## Schriften (nur Monographien)
- Welches waren die Ursachen des Verfalles der alten lutherischen Mission in Indien und was haben wir daraus zu lernen? Vortrag auf der Trankebarer Missionssynode. Ackermann & Glaser, Leipzig [ca. 1867].
- Jogi Surappen, der Zemindar von Kilkotei. Eine Bekehrungsgeschichte aus dem Gebiete der ev. luth. Missionsstation zu Tritschinopoli in Ostindien. Ev. luth. Mission, Leipzig [1865/70/vor 1887].
- Der Kampf der Geister in Indien. Eine missionsgeschichtliche Studie zur Beleuchtung der religiösen Entwicklung Indiens in der neuesten Zeit (Zeitfragen des christlichen Volkslebens, Band 14, Heft 7). Henninger, Heilbronn 1889.
- Spuren Immanuels in der Geschichte der lutherischen Mission unter den Tamulen (Sammlung von Missionsschriften, Band 7). Selbstverlag der Evangelisch-Lutherischen Mission, Leipzig 1891.
- Die evang.-lutherische Missionsanstalt zu Dresden und Leipzig (Palmzweige vom ostindischen Missionsfelde. Größere Serie, Band 4). Evangelisch-Luth. Mission, Leipzig 21892.
- Carl Friedrich Kremmer, ein Missionar bis zum Tode. Ein Lebensbild aus der Ev.-lutherischen Tamulenmission (Palmzweige vom ostindischen Missionsfelde. Größere Serie, Band 3). Selbstverlag der Evangelisch-lutherischen Mission, Leipzig 1892. Rezension in: Theologisches Literaturblatt 13 (1892) 42, Sp. 500.
- Perijanájachen: Ein tamulischer Pastor. Lebensbild aus der Evang.-lutherischen Mission in Ostindien (Palmzweige vom ostindischen Missionsfelde. Größere Serie, Band 8). Selbstverlag der Evangelisch-luth. Mission zu Leipzig, Leipzig 1895.
- Die Weihnachtsfeier der Tamulenchristen, für unsere jüngsten Missionsfreunde beschrieben (Palmzweige aus dem ostindischen Missionsfelde. Kleinere Serie, Band 11). Selbstverlag der Evangelisch-luther. Mission, Leipzig 1895.
- Pākianāda Püllei's Selbstbiographie. Ein Lebensbild aus der tamulischen Mission (Palmzweige aus dem ostindischen Missionsfelde. Kleine Serie, Band 8), übersetzt und bevorwortet, Selbstverl. der Evangelisch-Lutherischen Mission, Leipzig 1898. Digitalisat der Bayerischen Staatsbibliothek
- Überblick über das Gebiet der Ev.-luther. Mission im Tamulenlande (Sammlung von Missionsschriften, Band 1), Verlag der Ev.-luth. Mission zu Leipzig, Leipzig 1898.
- Die Evangelisch-lutherische Tamulen-Mission in der Zeit ihrer Neubegründung. Ein Beitrag zur Geschichte der Evangelischen Mission im 19. Jahrhundert. J. C. Hinrichs’sche Buchhandlung, Leipzig 1903. Digitalisat der UB Leipzig Rezension von Carl Mirbt in: Theologische Literaturzeitung 29 (1904) 17, Sp. 483f. Rezension von B[ernhard] Kleinpaul in: Theologisches Literaturblatt 25 (1904) 1, Sp. 8f.
- Das Missionsziel der Erbauung einer ev.-lutherischen Volkskirche im Tamulenlande. Missionsstudie. Verlag der Ev.-lutherischen Mission, Leipzig [1908]. Digitalisat der UB Leipzig
- Die große Völkerbewegung der Gegenwart und die Mission. Zum 75jährigen Jubiläum der Evang.-Luth. Mission zu Leipzig. Verl. der Evang.-Luth. Mission (Leipziger Missionsstudien, Band 13), Leipzig 1911.
- Das Gebet eine Missionsmacht. Glockentöne zur Bezeigung der Segensmacht des Gebets insbesondere in seiner Beziehung auf die Mission. Verlag der Evang.-lutherischen Mission, Leipzig 1912 [21914]. Rezension von G[ustav Adolf] Lohmann in: Theologische Literaturzeitung 36 (1915) 3, Sp. 67f.